# Robert Earl Keen
Pour les articles homonymes, voir Keen.
Robert Earl Keen, né le 11 janvier 1956 à Houston, est un auteur-compositeur-interprète américain. Il a fait ses débuts avec No Kinda Dancer en 1984 et a enregistré 18 albums complets pour des maisons de disques indépendantes et des grandes maisons de disques. Ses chansons ont fait l'objet de reprises enregistrées par de nombreux musiciens, dont George Strait, Joe Ely, Lyle Lovett, The Highwaymen, Nanci Griffith et les Chicks.
Bien que ses albums et ses concerts couvrent de nombreux styles différents, du folk, de la country, du bluegrass au rock, il est le plus souvent affilié au genre Americana. Tout au long de sa carrière, Keen a fait de nombreuses tournées aux États-Unis et à l'étranger, et a été intronisé au Texas Heritage Songwriters Hall of Fame en 2012 avec Lyle Lovett et le posthume Townes Van Zandt.